# Armada
Armada (angleško Army; nemško Armee) je nestalna vojaška formacija, ki zaradi svoje velikosti izvaja tako taktično kot strateško bojevanje.
Armada je sestavljena iz 2-4 korpusov in ostalih prištabnih enot in ji poveljuje general oz. generalpolkovnik; ima nad 60.000 vojakov.
V slovenski vojaški zgodovini ni obstajala nobena slovenska armada.